# Mas Gomà
El Mas Gomà és una masia de les Cabanyes (Alt Penedès) inclosa a l'Inventari del Patrimoni Arquitectònic de Catalunya. La masia data del segle xviii (1724), d'acord amb la inscripció que hi figura a la façana. No obstant això, hi ha elements d'etapes anterior. El 12 de setembre de 1846 hi va néixer Josep Torras i Bages, bisbe de Vic. Està situat a un extrem del nucli urbà de les Cabanyes. Té estructura basilical i consta de planta baixa, un pis i golfes. La porta d'accés és d'arc de mig punt. Té dovelles de pedra. Al pis principal s'obren dues finestres rectangular, emmarcades per carreus de pedra i ampits i a les golfes hi ha cinc obertures d'arc de mig punt, dues d'ells actualment tapiades. A la part davantera hi ha un jardí. L'interior conserva elements de gran interès.